# Felix Pinkus
Felix Pinkus (ur. 4 kwietnia 1868 w Berlinie, zm. 29 listopada 1949 w Monroe) – niemiecko-amerykański lekarz dermatolog. 

## Życiorys
Studiował na Uniwersytecie Fryderyka Wilhelma w Berlinie i na Uniwersytecie Albrechta i Ludwika we Fryburgu, w 1894 roku otrzymał tytuł doktora nauk medycznych na podstawie dysertacji Die Hirnnerven des Protopterus annectens. Od 1892 do 1894 roku zajmował się badaniami układu nerwowego u Roberta Wiedersheima. Od 1895 do 1898 roku u Alberta Neissera we Wrocławiu w klinice dermatologicznej. Od 1898 roku praktykował jako dermatolog w Berlinie. W 1921 roku został profesorem nadzwyczajnym. W 1941 roku emigrował do Stanów Zjednoczonych. 
W 1900 ożenił się z Elise Etzdorf (1905–1985). Mieli syna Hermanna i córkę Luise.

## Dorobek naukowy
W dorobku naukowym Pinkusa znajdują się przede wszystkim prace z dziedziny dermopatologii. W 1901 jako pierwszy opisał chorobę, znaną dziś jako liszaj lśniący.

## Wybrane prace
- Über einen noch nicht beschriebenen Hirnnerven des Protopterus annectens (1894)
- Die Hirnnerven des Protopterus annectens. Morphologische Arbeiten 4 (1895)
- Ueber eine Form rudimentärer Talgdrüsen. „Archiv für Dermatologie und Syphilis”. 41 (1), s. 347–356, 1897. DOI: 10.1007/BF01968320.
- Über Hautsinnesorgane neben dem menschlichen Haar (Haarscheiben) und ihre vergleichend=anatomische Bedeutung. Archiv für Mikroskopische Anatomie 65, 1, ss. 121-179 (1904)
- Über eine neue knötchenförmige Hauteruption: Lichen nitidus. „Archiv für Dermatologie und Syphilis”. 85 (1-3), s. 11–36, 1907. DOI: 10.1007/BF01835934.
- Ueber eine Form rudimentärer Talgdrüsen. A. f. Derm. XLI
- Ein Fall von psoriasiformem und lichenoidem Exanthem (Ib. XLIV, Festschr. für F. J  Pick)
- Ueber die Hautveränderungen bei lymphatischer Leukämie und bei Pseudoleukämie (Ib. L)
- Ein Fall von Hypotrichosis (Alopecia cogenita) (Ib.)
- Die lymphatische Leukämie (Nothnagel's Handbuch XIII)
- Die Einwirkung von Krankheiten auf das Kopfhaar des Menschen (1917)
- Über die Haarscheiben des Nabelschweins (Pekari-Dicotyles). Zugleich ein Beitrag zur Kenntnis der Muskulatur der Haare. „Archiv für Dermatologie und Syphilis”. 169 (3), s. 379–396, 1933. DOI: 10.1007/BF02059264.
- The Story of a Hair Root. „Journal of Investigative Dermatology”. 9 (2), s. 91–93, 1947. DOI: 10.1038/jid.1947.73.